# 452 км (зупинний пункт)
452 кіломе́тр (також Ясинувата-2, 49 км) — пасажирська зупинна залізнична платформа Донецької дирекції Донецької залізниці. Розташована на крайньому півдні м. Авдіївка, Авдіївська міська рада, Донецької області на лінії Ясинувата-Пасажирська — Покровськ між станціями Ясинувата-Пасажирська (3 км) та Авдіївка (9 км).
Через військову агресію Росії на сході Україні транспортне сполучення припинене.